# باميلا لين ريفيس
باميلا لين ريفيس (بالإنجليزية: Pamela L. Reeves)‏ هي محامية وقاضية أمريكية، ولدت في 21 يوليو 1954 في ماريون في الولايات المتحدة.